# António Sampaio da Nóvoa
António Manuel Seixas Sampaio da Nóvoa (ur. 12 grudnia 1954 w Valença w Porto) – portugalski pedagog i nauczyciel akademicki, profesor, od 2006 do 2013 rektor Uniwersytetu Lizbońskiego, kandydat w wyborach prezydenckich.

## Życiorys
Kształcił się w Coimbrze, pracował m.in. jako nauczyciel w Aveiro. Pod koniec lat 70. wyjechał do Brukseli, następnie przeniósł się do Genewy. Na Uniwersytecie Genewskim ukończył studia z zakresu pedagogiki, a w 1986 obronił doktorat poświęcony historii nauczycieli w Portugalii. W 2006 doktoryzował się również na Université Paris Sorbonne (w zakresie historii). Rozprawę doktorską poświęcił modelom nauczania w Europie Południowo-Zachodniej od lat 60. XIX wieku do lat 20. XX wieku.
W międzyczasie powrócił do kraju, podejmując pracę na Uniwersytecie Lizbońskim, od 1994 na stanowisku profesora. W latach 1996–1999 był doradcą prezydenta Jorge Sampaio ds. edukacji. W 2002 objął funkcję prorektora, w latach 2006–2013 zajmował stanowisko rektora Uniwersytetu Lizbońskiego.
W 2016 wystartował w wyborach prezydenckich jako kandydat niezależny, popierany przez część działaczy Partii Socjalistycznej. W głosowaniu z 24 stycznia 2016 zajął 2. miejsce wśród 10 kandydatów, otrzymując około 23% głosów. W 2022 powołany w skład Rady Państwa, organu doradczego prezydenta Portugalii; zasiadał w tym gremium do 2024.

## Odznaczenia i wyróżnienia
Odznaczony Krzyżem Wielkim Orderu Edukacji Publicznej oraz Komandorią Orderu Rio Branco. Doktor honoris causa Universidade do Algarve (2015).